# 洪麗琴
洪麗琴（1970年5月23日—）是前台灣足球運動員，司職守門員，高雄人。她最早於舊城國小開始踢球，後來進入臺灣省立體育專科學校就讀，1989年首次入選中華台北女子足球代表隊。歷年來曾參加1989年亞足聯女子錦標賽、1990年亞洲運動會、1991年亞足聯女子錦標賽、1991年國際足協女子世界盃、1993年夏季世界大學運動會等國際賽事，特別在1991年亞足聯女子錦標賽季軍戰面對朝鮮戰至互射十二碼擋下關鍵一球，幫助球隊取勝並晉級1991年國際足協女子世界盃，此外於該年度女子世界盃對上奈及利亞的比賽，在第6分鐘時緊急接替禁區外犯規被紅牌罰下的守門員林惠芳並力保不失，協助球隊晉級女子世界盃八強賽。

## 外部連結
- 洪麗琴 – FIFA國際賽競賽紀錄 (存檔)
- Soccerway資料庫：洪麗琴